# Philibertia
Genre
Philibertia est un genre de plantes dicotylédones de la famille des Apocynaceae, sous-famille des Asclepiadoideae, originaire d'Amérique du Sud, qui comprend environ 40 espèces.
Les espèces du genre Philibertia sont principalement distribuées dans les vallées inter-andines de Bolivie et d'Argentine, et peuvent atteindre des altitudes supérieures à 4000 mètres.
Ce sont le plus souvent des plantes grimpantes dont les feuilles présentent généralement une pubescence dense sur la face abaxiale. Le limbe foliaire est profondément cordé à la base.
Les fleurs ont généralement une corolle tubulaire ou campanulée, mais les autres organes floraux sont très variables.
Le nom générique, « Philibertia », est un hommage au botaniste français J. C. Philibert.

## Taxinomie
Le genre Philibertia compte 44 espèces reconnues, la dernière décrite en 2021 étant Philibertia woodii, ce qui en fait l'un des deux genres les plus riches en espèces de la sous-tribu des Oxypetalinae.

### Synonymes
Selon Plants of the World online (POWO) (16 janvier 2022) :
- Amblystigma Benth.
- Aphanostelma Malme
- Brachylepis Hook. & Arn.
- Fontellaea Morillo
- Lugonia Wedd.
- Melinia Decne.
- Mitostigma' Decne.
- Pentagonium Schauer
- Podandra Baill.
- Steleostemma Schltr.
- Stelmatocodon Schltr.
- Stigmamblys Kuntze
- Zosima Phil.

### Liste d'espèces
Selon Plants of the World online (POWO) (16 janvier 2022) :
- Philibertia affinis (Griseb.) Goyder
- Philibertia alba Goyder
- Philibertia amblystigma Goyder
- Philibertia barbata (Malme) Goyder
- Philibertia bicornuta (Griseb.) Goyder
- Philibertia boliviana (Baill.) Goyder
- Philibertia boliviensis (Schltr.) Goyder
- Philibertia campanulata (Lindl.) G.Nicholson
- Philibertia candolleana (Hook. & Arn.) Goyder
- Philibertia castillonii (Lillo ex T.Mey.) Goyder
- Philibertia cionophora (Griseb.) Goyder
- Philibertia coalita (Lillo) Goyder
- Philibertia discolor (Schltr.) Goyder
- Philibertia fiebrigii (Schltr.) Liede
- Philibertia fontellae Goyder
- Philibertia gilliesii Hook. & Arn.
- Philibertia globiflora Goyder
- Philibertia latiflora (Griseb.) Goyder
- Philibertia longistyla Goyder
- Philibertia lysimachioides (Wedd.) T.Mey.
- Philibertia micrantha (Malme) Goyder
- Philibertia mitophora (Griseb.) Goyder
- Philibertia multiflora (T.Mey.) Goyder
- Philibertia navarroana H.A.Keller, Liede & Balderrama
- Philibertia nivea (Griseb.) Goyder
- Philibertia parviflora (Malme) Goyder
- Philibertia peruviana (Schltr.) Goyder
- Philibertia picta Schltr.
- Philibertia religiosa Goyder
- Philibertia solanoides Kunth
- Philibertia speciosa (Malme) Goyder
- Philibertia stipitata Lillo
- Philibertia suberecta Goyder
- Philibertia subnivea (Malme) Goyder
- Philibertia tactila Goyder
- Philibertia tomentosa (Decne.) Goyder
- Philibertia tubata (Malme) Goyder
- Philibertia tucumanensis (T.Mey.) Goyder
- Philibertia urceolata Goyder
- Philibertia velutina Goyder
- Philibertia volcanensis (T.Mey.) Goyder
- Philibertia woodii H.A. Keller & Goyder
- Philibertia zongoensis Goyder